# إدوارد لالو

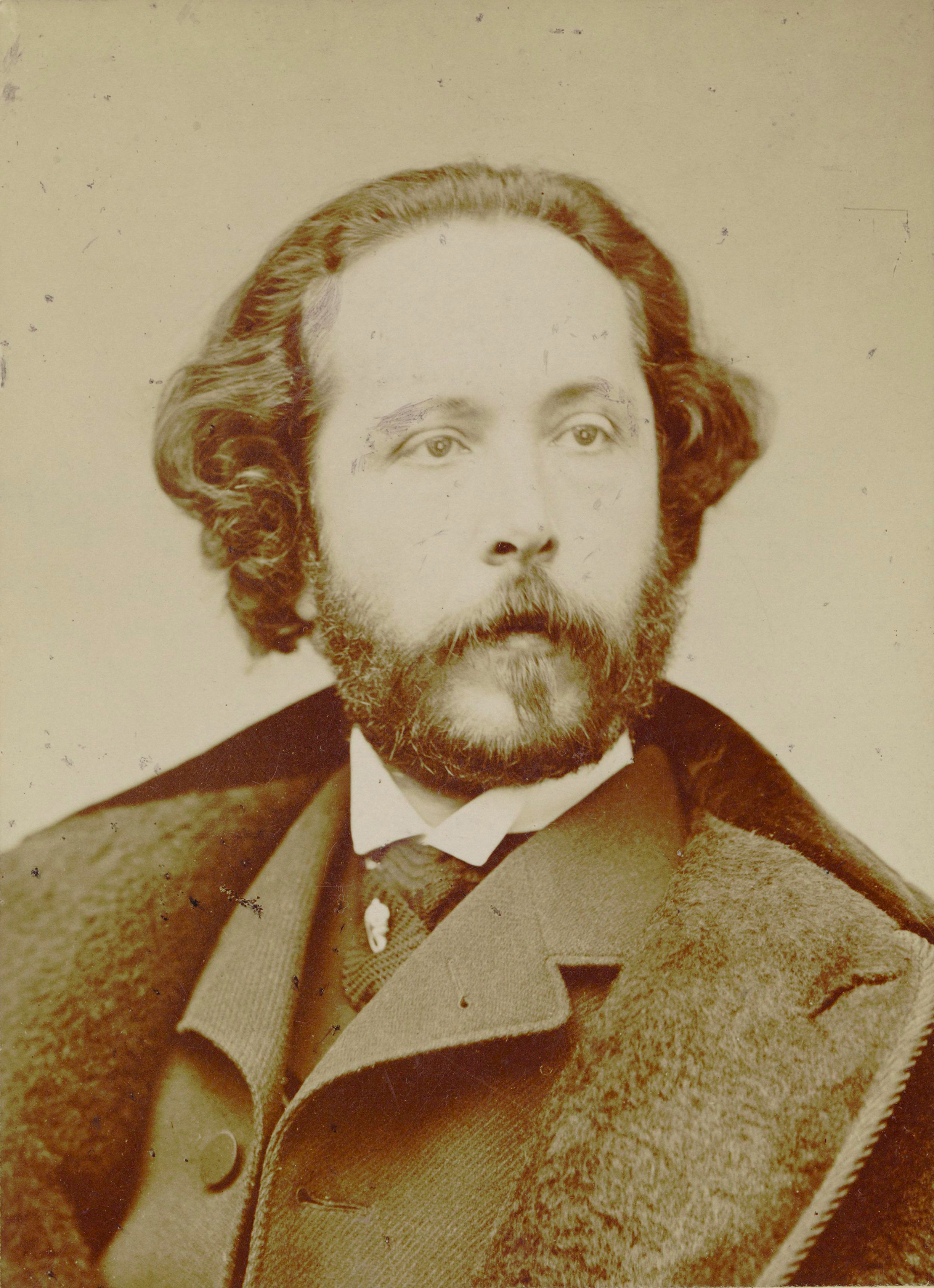
إدوارد لالو

إدوارد لالو بالفرنسية Édouard Lalo (و. 27 يناير 1823 – ت. 22 أبريل 1892) مؤلف موسيقي فرنسي.

## حياته
في طفولته، درس لالو كل من الكمان والتشيللو في كونسرفتوار ليل؛ عام 1839، سحب أبواه دعمهما لدراسته الموسيقية، ومهد طريقه إلى باريس بمفرده. تم قبوله في الكونسرفتوار، أكمل دراسته مع فرانسوا هابنيك وتلقى تعليما خاصا في التأليف من جوزيف كريفكور. لسنوات عديدة أعال نفسه بعزف الكمان والتدريس. كانت أعماله الأولى في الغالب مقطوعات لموسيقى الحجرة، وفي عام 1855 صار عضوا مؤسسا لرباعي أمنجود، حيث عزف الفيولا والكمان الثاني. في أوائل 1860 أصبح متقلب المزاج بشأن مستقبله كمؤلف موسيقي. تزوج المطربة جولي دو ماليني عام 1865 وبتشجيع زوجته بدأ الكتابة بجدية. أوبراه "تآمر سكان جنوة" لم تعرض، لكنه أخذ عنها متتالية باليه لاقت استقبالا جيدا في الحفل الموسيقي الشعبي عام 1872. حين اقترب لالو من بلوغ سن الخمسين، أخيرا حقق النجاح. سمعته صعدت بسرعة صاروخية بعد العروض الأ,لى لكونشرتو الكمان في مقام فا مصنف رقم 21 والسيمفونية الأسبانية. كتب كليهما لعازف الكمان الأسباني العبقري بابلو دو سرازات. كونشرتو التشيللو الذي كتبه لالو تلا ذلك عام 1877؛ مثل السيمفونية الأسبانية، نال مكانا دائما في برنامج الحفلات. الاعتراف بهذه الإنجازات جاء بسرعة؛ حصل لالو على وسام الشرف عام 1880. لكن أكبر رغباته كانت تحقيق النجاح على خشبة المسرح. العرض الأول لباليه "نامونا" في أوبرا باريس عام 1882 فشل فشلا ذريعا، إلا أن أوبرا “ملك المدينة الأسطورية إيز" التي عرضت في مسرح الأوبرا كوميك عام 1888 كانت ناجحة. ويعتبر العمل الذي عرض 100 مرة في عامه الأول، يعتبره الفرنسيون رائعة لالو. اليوم نادرا ما يعرض في أي مكان آخر، رغم أن افتتاحيته ما زال في برامج الحفلات من وقت لآخر. كان لالو إضافة إلى كامي سان صانز وسيزار فرانك من أهم مؤلفي موسيقى الآلات في فرنسا في أثناء عصره. في حين قلما تصل موسيقاه إلى الرقي، هي مصوغة جيدا وبارز نظرا لسحرها الميلودي وتدويها الموسيقي الملون الحيوي.

## روابط خارجية
- إدوارد لالو على موقع IMDb (الإنجليزية)
- إدوارد لالو على موقع الموسوعة البريطانية (الإنجليزية)
- إدوارد لالو على موقع ميوزك برينز (الإنجليزية)
- إدوارد لالو على موقع إن إن دي بي (الإنجليزية)
- إدوارد لالو على موقع أول ميوزيك (الإنجليزية)
- إدوارد لالو على موقع ديسكوغز (الإنجليزية)